# Faragó Tamás (zenész)
Faragó Tamás (Cegléd, 1978. március 20. –) magyar zenész, The Puzzle, Amber Smith, Nemjuci és a We Are Rockstars zenekarok gitárosa. 

## We Are Rockstars
Faragó és Ligeti György együtt alapították a We Are Rockstars indie zenekart.

## Amber Smith
Faragó 2014-ben csatlakozott az Amber Smith indie-zenekarhoz. Először a Modern című nagylemezen játszott. 

## Diszkográfia
A We Are Rockstars-zal:
Albumok
- Lights (2017)
- Second (2013)
- Let It Beat (2011)

Az Amber Smith-szel:
Albumok
- New (2017)
- Modern (2015)

A Nemjuci-val
Albumok
- Nemjuci (2012)
- Nemjuci (2009)

## Hangszerek

### Gitárok
- Ibanez Talman

### Effekt pedálok
- Boss SD-1
- Boss DD-3
- Boss TU-3
- Pro Co RAT
- Ibanez

### Erősítők
- Orange

## Fordítás
Ez a szócikk részben vagy egészben  a   Tamás Faragó (musician) című angol Wikipédia-szócikk ezen változatának fordításán alapul.  Az eredeti cikk szerkesztőit annak laptörténete sorolja fel. Ez a jelzés csupán a megfogalmazás eredetét és a szerzői jogokat jelzi, nem szolgál a cikkben szereplő információk forrásmegjelöléseként.

## Kapcsolódó szócikk
- Poniklo Imre